# Kineo Kuwabara
Kineo Kuwabara (桑原 甲子雄 Kuwabara Kineo?, diciembre de 1913 – 10 de diciembre de 2007) fue un editor y un fotógrafo japonés, conocido por haber fotografiado Tokio durante más de medio siglo.
Kuwabara nació en Tokio en 1913.  Comenzó a hacer fotografías hacia 1931 con una Kodak Vest Pocket.  Más adelante, se interesó más por la fotografía a raíz de una invitación de su vecino Hiroshi Hamaya para ira una sesión fotográfica en Kamakura.  Sus fotos, tomadas con una Leica C, ganaron el segundo premio, llevándolo a enviar sus trabajos a revistas de fotografía, donde fueron aceptadas.
En 1940 viajó a Manchuria para hacer fotografías de propósito militar durante la Segunda Guerra Mundial. Acabada la guerra volvió a Japón y trabajó como editor de la revista Camera y, a partir de entonces, editó otras revistas de fotografía, anteponiendo los nuevos talentos y la crítica fotográfica a su propio trabajo.
Las fotografías de Kuwabara llamaron la atención de la crítica a partir de finales de los años 60, alcanzando su apogeo a mitad de los 70.  Llegó a ser considerado uno de los fotógrafos de calle más importantes, en especial entre aquellos que habían comenzado su actividad antes de la guerra.
Mientras que sus primeras fotografías de Tokio se habían concentrado en Asakusa y otros lugares del Shitamachi (la zona de los artesanos), sus últimos trabajos, muchos de ellos en color, mostraban Setagaya-ku, lugar donde acabó viviendo.
El artista y fotógrafo, Nobuyoshi Araki, hizo mucho para fomentar de nuevo el interés por el trabajo de Kuwabara. Realizaron una exposición conjunta, Love you Tokio, en el Museo de arte de Setagaya en el verano de 1993.
Kuwabara murió el 10 de diciembre de 2007, noticia que no fue anunciada hasta febrero de 2008.